# Förbindelse
Inom matematik, och i synnerhet modern geometri, är en förbindelse något som används för att jämföra den lokala geometrin vid en punkt med den lokala geometrin vid en annan punkt. Inom differentialgeometrin används ofta linjära eller affina förbindelser, men det finns också mera allmänna förbindelser som fått namn efter Cartan, Grothendieck och Ehresmann. I den här artikeln diskuteras förbindelser framförallt inom differential- och Riemanngeometri. 

## Motivation
Inom differentialgeometrin är man ofta intresserad av att derivera vektorfält längs kurvor i en mångfald. Ett sätt är att betrakta mångfalden som en delmångfald av {\displaystyle \mathbf {R} ^{n}} och definiera riktningsderivatan av ett vektorfält som om det gällt vektorfält i {\displaystyle \mathbf {R} ^{n}}. I detta fall kan vi definiera riktningsderivatan av vektorfältet {\displaystyle Y} i riktningen som ges av vektorfältet {\displaystyle X} som 
{\displaystyle \partial _{X}Y(x)=\lim _{t\rightarrow 0}{\frac {Y(x+tX(x)))-Y(x)}{t}}}. 
Denna definition fungerar dock inte om vi betraktar en abstrakt mångfald, utan det omgivande euklidiska rummet {\displaystyle \mathbf {R} ^{n}}, eftersom vektorerna Y(x + tX(x)) och Y(x) lever i olika tangentrum till mångfalden, och dessa kan i allmänhet inte identifieras. (I fallet {\displaystyle \mathbf {R} ^{n}} gäller ju att tangentrummen i varje punkt kan identifieras med {\displaystyle \mathbf {R} ^{n}}). För att till exempel kunna definiera sådana begrepp som derivatan ovan för allmännare mångfalder, behöver vi något som kan "förbinda" närliggande tangentrum hos en mångfald så att tangentvektorer i de olika rummen kan kopplas till varandra. Detta åstadkoms genom införandet av en förbindelse.

## Definition
Låt {\displaystyle (E,M,\pi )} vara ett vektorknippe över en mångfald M, där {\displaystyle \pi :E\rightarrow M} är projektionsavbildningen. Låt vidare {\displaystyle (TM,M,\pi )} vara tangentknippet, och låt {\displaystyle {\mathcal {E}}(M)} och {\displaystyle {\mathcal {T}}(M)} beteckna glatta sektioner av respektive knippe. (Notera att {\displaystyle {\mathcal {T}}(M)} är det samma som de glatta vektorfälten på M). En förbindelse på {\displaystyle E} är en avbildning
{\displaystyle \nabla :{\mathcal {T}}(M)\times {\mathcal {E}}(M)\rightarrow {\mathcal {E}}(M)}
ofta skriven som {\displaystyle (X,Y)\mapsto \nabla _{X}Y}, som uppfyller följande tre egenskaper:
- Linjäritet över {\displaystyle C^{\infty }(M)} , modulen av glatta funktioner på M, i X:

{\displaystyle \nabla _{fX_{1}+gX_{2}}Y=f\nabla _{X_{1}}Y+g\nabla _{X_{2}}Y} för alla {\displaystyle f,g\in C^{\infty }(M)}
- Linjäritet över {\displaystyle \mathbf {R} } i Y:

{\displaystyle \nabla _{X}(aY_{1}+bY_{2})=a\nabla _{X}(Y_{1})+b\nabla _{X}(Y_{2})} för alla {\displaystyle a,b\in \mathbf {R} }.
- Produktregel:

{\displaystyle \nabla _{X}(fY)=f\nabla _{X}(Y)+X(f)Y}.
Man kan visa att en förbindelse är en lokal operator, i den meningen att dess värde i en punkt {\displaystyle p\in M} bara beror på hur X och Y beter sig i en godtyckligt liten omgivning av p. 
En linjär förbindelse är en förbindelse för vilken {\displaystyle (E,M,\pi )=(TM,M,\pi )}. Man kan visa att varje mångfald kan ges en linjär förbindelse.

## Egenskaper
Givet en linjär förbindelse kan man också definiera derivatan av ett vektorfält X längs en given kurva γ, vilken brukar kallas för den kovarianta derivatan av X längs γ. En linjär förbindelse på M möjliggör också definitionen av geodeter på M. På en Riemannsk mångfald är man ofta intresserad av förbindelser som respekterar den riemannska metriken. Fundamentalsatsen inom Riemanngeometri säger att det finns en unik linjär förbindelse på varje Riemannsk mångfald som respekterar metriken och är torsionfri. Denna förbindelse brukar kallas Levi-Civita-förbindelsen.